# Philippe de Bosredon du Pont
Pour les articles homonymes, voir Bosredon et du Pont.
Philippe de Bosredon du Pont (né le 26 mars 1827 à Chavagnac, mort le 15 mars 1906 à Saint-Cloud), marié à Madeleine Glock, fut une personnalité française du Second Empire et un éminent collectionneur de timbres postaux et fiscaux.
Commandeur de la Légion d'honneur (1869) et titulaire de plusieurs ordres étrangers.
Fils de Louis Auguste de Bosredon et Marie Thérèze Rivet, frère de Alexandre de Bosredon.

## Carrière politique
Conseiller d'État, il fut secrétaire général du Ministère de l'Intérieur et défendit la politique de Napoléon III devant le Corps législatif. Il défendit notamment, en 1866, devant cette assemblée, le projet de loi visant à créer les timbres de Dépêche (Timbres Télégraphe). Il semble être tombé en disgrâce à la chute du régime impérial, ce qui lui donna le loisir de contribuer à la littérature philatélique.

## Philatéliste
C'est alors qu'il se consacra plus particulièrement à la philatélie, en publiant chez l'éditeur Pierre Mahé une Monographie des timbres fiscaux mobiles, resté un des maîtres-ouvrages de la philatélie fiscale française. Dans cet ouvrage d'avant-garde, sorte de catalogue sans cotes, Bosredon lie les émissions successives de timbres fiscaux aux textes à l'origine de leurs créations (dont il donne de larges extraits), ainsi qu'à l'évolution des tarifs. 

Parmi la liste des timbres fiscaux français et coloniaux émis, il semble le premier à avoir ajouté les épreuves et essais qu'il a rencontrés.
Dans sa Monographie, Bosredon ne tient cependant pas compte des surcharges manuscrites consécutives à l'augmentation des tarifs fiscaux, décidée par la loi du 23 août 1871. S'il évoque, certes, les « timbres modifiés » par les griffes officielles, en application de cette loi, il ne prend pas en compte les surcharges provisoires à la plume. Ce parti-pris est certainement la conséquence de ce que, à l'époque, les timbres ne se collectionnaient que détachés et collés dans un album, mais non sur documents. 

Si bien que, seul le maintien sur document des timbres surchargés à la main permettant d'authentifier leur surcharge, ces figurines ne devaient pas, à ses yeux, être collectionnables.

## Érudit
Parmi ses travaux d'érudition historique, qui semblent avoir été multiples, Bosredon a écrit, entre autres, la « Liste des abbés qui ont gouverné les anciennes abbayes du Périgord », paru dans le Bulletin de la Société historique et archéologique du Périgord (tome 1, 1874).

## Publications
- Asile impérial des convalescents de Vincennes. Conférences populaires. Rapport au ministre de l'Intérieur, imprimerie classique de Paul Dupont, Paris, 1867 (lire en ligne)
- Sigillographie du Périgord, imprimerie Dupont et Cie, Périgueux, 1880, (lire en ligne), 1882, supplément, deuxième édition parue à Brive en 1891, compte-rendu par A. Dujarric-Descombes dans Bulletin de la Société historique et archéologique du Périgord, 1891, tome 18, p. 468-470
- Inventaire sommaire de la collection Périgord à la Bibliothèque Nationale, imprimerie de la Dordogne, Périgueux, 1890 (lire en ligne)
- Sigillographie de l'ancienne Auvergne (XIIe – XVIe siècles), imprimerie Roche, Brive, 1895 (lire en ligne), planches
- Répertoire des sceaux des rois et reines de France et des princes et princesses des trois races royales de France, imprimerie de la Dordogne, Périgueux, 1893
- avec Joseph Mallat, Sigillographie de l'Angoumois, imprimerie de la Dordogne, Périgueux, 1893 (lire en ligne)
- avec Anatole de Rouméjoux et Ferdinand de Villepelet, Bibliographie générale du Périgord, imprimerie de la Dordogne, Périgueux, 1897, tome 1, A - F, 1898, tome 2, G - O, 1899, tome 3, P - Z, 1901, tome 4, Complément
- Dans le Bulletin de la Société historique et archéologique du Périgord :
  - « Nomenclature des monuments et gisements de l'époque anté-historique dans le département de la Dordogne », 1877, tome 4, p. 38-58, 92-114 (lire en ligne)
  - « Une charte inédite concernant la famille de Chabans », 1889, tome 16, p. 112-114 (lire en ligne)
  - « Un épisode de l'histoire de Périgueux sous la Régence », 1889, tome 16, p. 134-154, 211-232 (lire en ligne)